# San Pedro de Fernández
San Pedro de Fernández är en ort i Mexiko.   Den ligger i kommunen Atotonilco el Alto och delstaten Jalisco, i den centrala delen av landet, 400 km väster om huvudstaden Mexico City. San Pedro de Fernández ligger 1 589 meter över havet och antalet invånare är 133.
Terrängen runt San Pedro de Fernández är varierad. Runt San Pedro de Fernández är det ganska tätbefolkat, med 108 invånare per kvadratkilometer. Närmaste större samhälle är Atotonilco el Alto, 10,8 km öster om San Pedro de Fernández. I omgivningarna runt San Pedro de Fernández växer huvudsakligen savannskog.